# Mind Driller
Mind Driller es una banda española de metal industrial originaria de Alicante, fundada en el año 2011 por el guitarrista Javier Oriente (integrante de los grupos Blood, Hasswut y Stoneheads). Está compuesta por  V Stone, Daniel N.Q. y Estefanía Aledo a las voces, Javix a la guitarra, Pharaoh al bajo y Reimon a la batería.
El estilo musical de "Mind Driller" es definido como base de metal industrial variado y potente que a diferencia de otras bandas del mismo género cuenta con tres vocalistas. Los idiomas utilizados han sido principalmente el castellano, el inglés y el alemán.

## Historia
A finales del año 2012 sale a la venta el primer disco de larga duración denominado "Red Industrial" bajo el sello "Mutant-e Records". Este primer disco fue grabado y producido por la propia banda y más tarde es remasterizado en los estudios “Mastersound” (Alemania) por parte de Alexander Krull (Atrocity y Leaves' Eyes). De este primer trabajo la banda realiza una gira bautizada con el nombre "Red Industrial Tour" actuando en las principales ciudades de España, incluso en una fecha en Francia.
A mediados de 2015 sale a la luz su segundo trabajo, Zirkus, el cual es remasterizado por Alexander Krull, y del cual el grupo realiza una muy amplia gira con fechas en España y Alemania. A principios de la gira "Zirkus Tour", por desavenencias entre la banda y Carlos Esteve Mas, batería hasta la fecha de Mind Driller, deciden tomar diferentes caminos. Es entonces cuando la banda incorpora a su nuevo batería, Jordi, el cual cubrirá prácticamente toda la gira Zirkus.
Este disco se presentó por primera vez en directo en el Festival Rock Am Stück, en Fritzlar (Alemania), y en Frankfurt, y finalizó su gira en el festival Full Metal Holiday, en Mallorca, en octubre de 2018 (oficialmente la gira finalizó a finales de diciembre de 2017 en Denia).
Meses antes de finalizar la gira Zirkus, Jordi avisa de su decisión de abandonar la formación por tema de incompatibilidad laboral, y es entonces, cuando es incorporado a la batería de forma parcial Reimon, el cual actuó junto a la banda en fechas aisladas alternadas con Jordi, hasta que finalmente Jordi abandona la banda definitivamente, y es cuando Reimon encabeza la batería oficialmente. 
En 2019, sale a la luz su tercer trabajo, titulado "Involution", que es producido por Mind Driller y Raúl Abellán, mezclado por Raúl Abellán y masterizado por Marco D'Agostino, bajo el sello "Art Gates Records". Con este tercer trabajo, la banda se embarca en una extensa gira a nivel nacional y europeo, haciendo de telonero para grupos como "Oomph!" a nivel nacional en Madrid y Barcelona, y a su vez, en las ciudades alemanas de Olpe, Krefeld y Osnabrück.
En enero de 2020, y debido a la situación vírica y cancelación de eventos, el grupo decide sacar su primer EP, bajo el sello discográfico "Art Gates Records", llamado "inBolution", que contiene 3 sencillos, una serie de temas instrumentales basándose en su antecesor "Involution", además de remixes, b-sides que no llegaron a ver la luz y un nuevo Sencillo.
En enero de 2024 ve la luz su cuarto álbum de estudio, llamado "The Void", nombre elegido en relación con el vacío musical y personal vivido durante la etapa pandémica. Dicho álbum sale bajo el sello discográfico "Art Gates Records" y bajo la producción de Raúl Abellán, en los estudios "Mixtery". 
Con él, salen a la luz los sencillos "Game Over", "The Fallout" y "End Of The World", estos dos últimos promocionados con vistosos videoclips, de mano de Rocket26Films.

## Miembros
- V Stone - Voz
- Daniel N.Q - Voz
- Estefanía Aledo - Voz
- Javix - Guitarra y programación
- Pharaoh - Bajo
- Reimon - Batería

## Antiguos miembros
- Carlos Esteve - Batería
- Jordi - Batería

## Discografía
- Red Industrial (Mutant-e Records) - 2012
- Zirkus (Red Mutante) - 2015
- Involution (Art Gates Records) - 2019
- inBolution (Art Gates Records) - 2020
- The Void (Art Gates Records) - 2024